# La messa è finita
La messa è finita és una pel·lícula de 1985 dirigida per Nanni Moretti. Guanyadora de l'Os de Plata, el Gran Premi del Jurat i l'esment especial del jurat Cicae al 36è Festival Internacional de Cinema de Berlín el 1986.

## Argument
En els anys vuitanta do Giulio era un sacerdot que havia estat en una illa durant diversos anys, al seu retorn a Roma que és la seva ciutat natal arriba a una petita parròquia. Reprèn les relacions amb la seva família i tracta de reprendre el contacte amb els amics de la infància. No obstant això, aviat s'adona que tot ha canviat: el seu amic Saverio, decebut per un amor que va acabar malament, s'ha deprimit i tancat a la seva casa, Cesare declara la seva intenció d'acostar-se al catolicisme, però es tracta d'una decisió basada en la conveniència però no en una veritable fe. Un altre amic, Andrea, té càrrecs per terrorisme i està enfrontant un procés judicial. L'ex sacerdot de la parròquia, Don Antonio, viu prop de l'església i va formar una família. Un altre amic, Gianni, viu la seva homosexualitat no declarada.
Tanmateix, la pitjor situació és dins de la seva família, on el seu pare, ja vell, s'enamora d'una dona més jove i deixa la seva esposa, que entra en una profunda depressió. Mentre que el jove sacerdot estava perdent l'entusiasme que havia caracteritzat la seva arribada a la parròquia, la seva mare, incapaç d'acceptar la marxa del seu espòs, se suïcida. En la celebració de la Missa per al matrimoni de Cesare, Giulio anuncia als fidels que desitja abandonar la parròquia, per a anar a una missió a distància a la Patagònia.

## Repartiment
| Actor                | Personatge                        |
| -------------------- | --------------------------------- |
| Nanni Moretti        | don Giulio                        |
| Marco Messeri        | Saverio                           |
| Ferruccio De Ceresa  | Pare de Giulio                    |
| Enrica Maria Modugno | Valentina, germana de Giulio      |
| Eugenio Masciari     | Eugenio                           |
| Luisa De Santis      | Luisa De Santis, esposa d'Eugenio |
| Margarita Lozano     | Mare de Giulio                    |
| Roberto Vezzosi      | Cessés                            |
| Vincenzo Salemme     | Andrea                            |
| Dario Cantarelli     | Gianni                            |
| Mauro Fabretti       | Simone                            |
| Giovanni Buttafava   | Advocat                           |

## Banda sonora
En aquesta pel·lícula es veu la primera col·laboració de Nicola Piovani amb Moretti després de les seves quatre primeres pel·lícules en les quals Moretti havia treballat amb música de Franco Piersanti. De la banda sonora forma part la cançó Ritornerai de 1964 de Bruno Lauzi.

## Reconeixements
- 1986 - David di Donatello.[4]
  - Nominació Millor pel·lícula a Achille Manzotti
  - Nominació Millor director a Nanni Moretti
  - Nominació Millor productor a Achille Manzotti
  - Nominació Millor guió a Nanni Moretti, Sandro Petraglia
  - Nominació Millor actor a Nanni Moretti
  - Nominació Millor actor secundari a Ferruccio De Ceresa
- 1986 - Nastro d'argento[5]
  - Nominació Millor Productor a Achille Manzotti
  - Nominació Millor tema a Nanni Moretti i Sandro Petraglia
  - Nominació Millor guió a Nanni Moretti i Sandro Petraglia
  - Nominació Millor actor secundari a Ferruccio De Ceresa
- 1986 - 36è Festival Internacional de Cinema de Berlín
  - Gran Premi del Jurat a Nanni Moretti
  - Nominació Ós d'or a Nanni Moretti
- 1986 - Ciak d'oro[6]
  - Millor director a Nanni Moretti
  - Millor guió a Nanni Moretti e Sandro Petraglia